# シドニー・エンターテイメント・センター
シドニー・エンターテイメント・センター（Sydney Entertainment Centre、スポンサー名を冠する場合はカンタス・クレジット・ユニオン・アリーナ（Qantas Credit Union Arena））はオーストラリアニューサウスウェールズ州シドニーにあった多目的アリーナである。

## 概要
かつてあったシドニー・スタジアムの跡地に1983年に建設。2000年にシドニー・スーパードームが完成するまではシドニー最大のコンサート会場であった。
2000年シドニーオリンピックではバレーボールの会場としても利用された。
しかし完成から30年以上が経過し、当施設を含む施設は再開発になることが決定し、当施設も2015年12月18・19日のエルトン・ジョンとコールド・チゼルのジョイントコンサートをもって閉館。2016年1月に取り壊された。解体後はICCシドニー・シアターに生まれ変わった。